# Vangari Matai
Vangari Matai (engl. Wangari Maathai; Ihite, Tetu, 1. april 1940 — Najrobi, 25. septembar 2011) bila je kenijska aktivistkinja, dobitnica Nobelove nagrade za mir 2004. godine, za njen doprinos održivom razvoju, demokratiji i miru.

## Detinjstvo, mladost i obrazovanje
Rođena je u Njeri distriktu u Keniji koja je tada bila kolonija Velike Britanije. Pripadala je Kikuju naroda, najbrojnije etničke grupe u Keniji. Osnovnu i srednju školu završava u Keniji, te u tom periodu prelazi na katolicizam. Po završetku srednje škole studira u SAD na Koledžu Mount St. Scholastica (sada Benedictine College), u Kanzasu. Ove studije su joj bile omogućene u sklopu programa koji je organizovan od strane kenijskih političara i Džona Kenedija (tada američkog senatora); tada je (1960. godina) trista kenijskih studenata otišlo na studije u SAD .
Na Koledžu St. Scholastica je diplomirala biologiju, uz sporedne predmete hemiju i njemački jezik . Potom u periodu 1964-1966. godine pohađa postdiplomske studije na Univerzitetu Pitsburg, da bi 1966. godine stekla zvanje magistra bioloških nauka. Nakon toga dobija posao asistenta profesoru biologije na Univerzitetu Najrobi . Na navedenom Univerzitetu nije počela da radi jer je pozicija predviđena za nju data drugoj osobi. Vangari smatra da je ovo bilo zbog polne i plemenske diskriminacije. Poslije dva mjeseca traženja posla profesor Rajnhold Hofman, sa njemačkog Univerziteta Gisen, ponudio joj je posao u mikroanatomskom odjeljenju novoosnovanog Odsjeka veterinarske anatomije u Školi veterinarske medicine Univerziteta Najrobi .
Godine 1971. postala je prva žena iz Istočne Afrike sa titulom doktora nauka (postala je doktor anatomskih nauka). Nastavila je sa predavanjima na Univerzitetu, postavši stariji predavač 1974. godine, zatim šef katedre za anatomiju 1976. godine, i na kraju profesor 1977. godine. To je činilo prvom ženom koja je bila postavljena na navedene pozicije ikad do tada u Najrobiju.

## Aktivizam i politički život
Pored rada na Univerzitetu bavila se i mnogobrojnim aktivnostima u velikom broju nevladinih i drugih organizacija. Između ostalog bila je direktor najrobijskog ogranka kenijskog Crvenog krsta, član Nacionalnog vijeća žena Kenije, i član ekološkog "Environment Liaison Centre". Kroz rad u različitim organizacijama počela je smatrati da veliki dio problema Kenije leži u degradaciji okoliša. Nakon što je njen muž izabran u Parlament 1974. godine uz obećanja za otvaranje više radnih mjesta, došla je na ideju da obezbijedi radna mjesta u sektoru zaštite životne sredine. Osnovala je Envirocare Ltd. kompaniju koja se bavila sadnjom drveća, uz uključivanje običnih ljudi u taj proces. Kroz svoj rad dobila je mogućnost da prisustvuje Prvoj UN konferenciji o ljudskim naseljima (poznatoj kao Habitat I) u junu 1976. godine.
Godine 1977. osniva nevladinu organizaciju (NVO) Pokret zelenog pojasa (eng. Green Belt Movement) koji za cilj ima razvoj zemlje kroz zaštitu okoliša, razvoj zajednice i izgradnju kapaciteta. Praktično, Pokret se bori protiv deforestacije tla do koje dolazi zbog pretjeranog iskorištavanja drveta (s obzirom da je ono najjeftinije gorivo u regiji, te pruža mogućnost ostvarivanja prihoda najsiromašnijim stanovnicima kroz njegovo sakupljanje i prodaju). Iz gore navedenih razloga šume se uništavaju i dolazi do širenja pustinje i gubitka plodnog i šumskog tla. Pokret zelenog pojasa ohrabruje žene da sade drveće širom Kenije s tim da se podržava sađenje lokalnih vrsta. Za svaku sadnicu žene dobijaju naknadu (stipendiju) . Od 1977. godine do sada posađeno je preko 30 miliona stabala.
Bila je na čelu Nacionalnog vijeća žena Kenije.
Tokom režima, predsjednika Danijela Arapa Moia, više puta bila je u zatvoru, zbog zahtjeva za višestranačkim izborima i zbog protestovanja protiv političke korupcije. Spriječila je nelegalnu gradnju u Uhuru parku u Najrobiju.
Kandidirala se za predsjednicu Kenije 1997. godine, ali je njena kandidatura odbijena.
Izabrana je u parlament 2002. godine. Postala je pomoćnica ministra za životnu sredinu, prirodne resurse i divljinu. Osnovala je svoju političku stranku 2003. godine.
Izabrana je za prvu predsjednicu Vijeća za ekonomiju, društvo i kulturu unutar Afričke Unije, 2005. godine.
Takođe je bila jedna od osam osoba, koje su nosile zastavu na ceremoniji otvaranja Zimskih Olimpijskih igara u Torinu 2006. Te godine, dobila je i počasni doktorat na Univerzitetu Konektikat u SAD-u.
Bila je domaćin svjetske konferencije mladih ekologa u Najrobiju, održane 2007. godine.

### Lični problemi
Njen suprug, kenijski političar Mvangi Matai, razveo se od nje, s obrazloženjem, da je prepametna za ženu te da je ne može kontrolisati; takođe je optužio za preljubu. Vangari se pobunila protiv odluke suda o razvodu, nazvavši sudiju nesposobnim ili korumpiranim, te je završila u zatvoru. Osuđena je na šest mjeseci, ali poslije intervencije njenih advokata izašla iz zatvora nakon tri dana. Bivši suprug je potom tražio, da više ne koristi njegovo prezime. Ona je tada u to prezime dodala još jedno „a“.

## Nobelova nagrada
Dobila je Nobelovu nagradu za mir 2004. godine, za njen doprinos održivom razvoju, demokratiji i miru. Prva je žena iz Afrike, ujedno i prvi aktivist za zaštitu okoliša, koji je dobio Nobelovu nagradu.

## Izabrana djela
- (1985)
- (1994)
- (1995)
- (2002)
- (2006)
- (2007)
- (2008)
- 2007 (2008)
- (2009)

## Literatura
- Maathai, Wangari (2006). Unbowed: A Memoir. William Heinemann. стр. 73—74. ISBN 978-0-434-01631-0.